# Zofia Hilczer-Kurnatowska
Zofia Janina Hilczer-Kurnatowska (ur. 9 czerwca 1932 w Poznaniu, zm. 11 sierpnia 2013 tamże) – polska archeolog.

## Życiorys
W 1953 ukończyła studia na Wydziale Filozoficzno-Historycznym Uniwersytetu im. Adama Mickiewicza w Poznaniu. W 1982 otrzymała tytuł profesora nauk humanistycznych.
Jej głównym obszarem badawczym była archeologia wczesnego średniowiecza. Rozprawa doktorska Dorzecze górnej i środkowej Obry od VI do początków XI wieku obroniona została w 1964, w 1970 uzyskała habilitację na podstawie rozptawy Początki wczesnego średniowiecza w Polsce zachodniej.
Była członkiem Komitetu Nauk Pra- i Protohistorycznych Polskiej Akademii Nauk i Wydziału II Historyczno-Filozoficznego Polskiej Akademii Umiejętności. W 1993 odznaczona Krzyżem Kawalerskim Orderu Odrodzenia Polski.

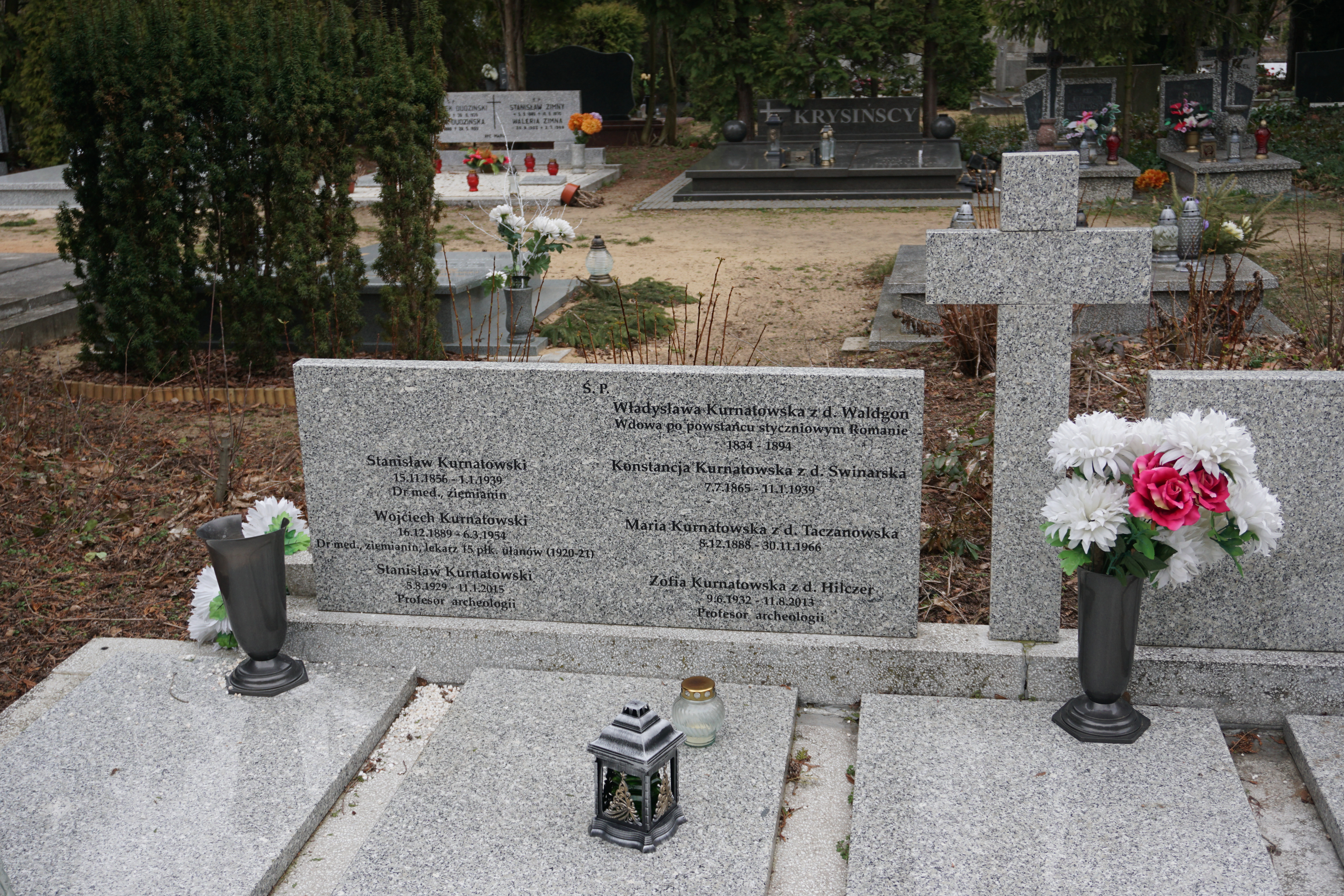
Grób prof. Stanisława Kurnatowskiego i prof. Zofii Hilczer-Kurnatowskiej na Cmentarzu Junikowskim

Została pochowana na Cmentarzu Junikowo w Poznaniu (pole 9-1-4-15).

## Wybrane publikacje
- Ostrogi polskie z X-XIII w. (1953)
- Dorzecze górnej i środkowej Obry od VI do początków XI w. (rozprawa doktorska wyd. 1967)
- Słowiańszczyzna południowa (1973)
- Słownik historyczno-geograficzny województwa poznańskiego w średniowieczu konsultacja
- Początki Polski, Poznań 2002